# Lintneria geminus
The Gemmed sphinx moth (Lintneria geminus) là một loài bướm đêm thuộc họ Sphingidae. Nó được tìm thấy ở México đến Honduras và Nicaragua và thỉnh thoảng tràn vào Texas.
Sải cánh dài 92–105 mm.
Có một lứa một năm con trưởng thành bay từ tháng 7 đến tháng 8. Chúng ăn mật hoa nhiều loại cây, bao gồm Lonicera japonica, Saponaria officinalis, Petunia và Catalpa speciosa.